# 6846 Kansazan
6846 Kansazan este un asteroid din centura principală de asteroizi.

## Descriere
6846 Kansazan este un asteroid din centura principală de asteroizi. A fost descoperit pe 22 octombrie 1976 la Kiso de Hiroki Kosai și Kiichiro Hurukawa. Asteroidul prezintă o orbită caracterizată de o semiaxă mare de 2,39 ua, o excentricitate de 0,22 și o înclinație de 2,9° în raport cu ecliptica.